# 胡商彝
胡商彝（1873年—1953年），字珍府，云南石屏县人，清朝及中华民国政治人物、书法家。

## 生平
胡商彝是清朝光绪癸卯科进士。历任直隶任邱县、宣化县、天津县等县知县，护理宣化府知府，候补道。历充直隶总督署文案，督练处文案，发审公所发审员，肃邸查办蒙古事宜随员，考查日本新政及地方自治事宜委员，津浦铁路裁判员会议新官制及编纂各厅庭权限职责章则委员。
中华民国成立后，他署滦州知事，充直隶都督府秘书兼营务处发审，记名道尹。后充政治讨论会会员、约法会议议员。1915年，他任山东政务厅厅长。1916年他任察哈尔特别区的兴和道尹。
中华人民共和国成立前，他离开中国大陆到台湾。1952年，他曾为魏清德的《潤庵吟草》作序，序文称：
臺灣淪陷五十年，士大夫處積威之下，猶有身羈東海，愾念周京者，已可貴矣。若夫壹志故國文學，以其所得，貢於鄉，聞於外，發為詩歌，而足資興感者，吾於網溪詩集後編外，復得潤庵吟草，讀而序之，其陋未得讀者，不及僭也。潤庵君，當割臺時，正史遷十歲誦古文之年，稍長，又限於地與力與禁例，不克肄業鄒魯，觀廟堂禮器，遂徑入臺灣師範學校，以植教學相長之基。畢業後，即潛心經傳，汎覽群籍，以補校科所未逮。而於詩致力尤勤，若楚之屈，晉之陶，唐宋之李杜王孟韓蘇諸大家詩集，罔不參互研求，錚錚佼佼於臺灣吟社間，為一世豪。日本詩人，如國分青崖、上山蔗庵、館森袖海、久保天隨輩，皆耳其名，而折節為嚶鳴交，詩曰：「鼓鐘於宮，聲聞於外」，君其有焉。其所為詩，於跌宕恣肆中，復控縱自如，知其為老於斯道者，雖身世不同，未能盡抒其所懷抱，而故國喬木之思，主文譎諫之意，已涵茹於聲音文字間，而不能自己，所謂得性情之正，而質有其文者，非耶！假令河山無恙，以君之學之志之行，為國宣勤，其裨補詎有量哉？而惜乎僅僅以詩鳴，以詩老也。雖然窮於遇，而富於文，廣於譽，其孰得孰失，必有能辨之者，潤庵自茲遠矣。 中華民國第一壬辰歲上元日 雲南石屏八十遯叟胡商彝拜序，時客臺北市舒蘭街

## 著作
- 弱壮集[1]
- 强仕集[1]
- 三岛雪泥记[1]
- 行政法[1]
- 日本府县郡制[1]
- 日本市町村制[1]
- 游历东四盟日记[1]
- 内省录